# Municipio de Lawrence (Míchigan)
El municipio de Lawrence (en inglés: Lawrence Township) es un municipio ubicado en el condado de Van Buren en el estado estadounidense de Míchigan. En el año 2010 tenía una población de 3259 habitantes y una densidad poblacional de 35,14 personas por km².

## Geografía
El municipio de Lawrence se encuentra ubicado en las coordenadas 42°12′4″N 86°2′50″O / 42.20111, -86.04722. Según la Oficina del Censo de los Estados Unidos, el municipio tiene una superficie total de 92.74 km², de la cual 89,68 km² corresponden a tierra firme y (3,31 %) 3,07 km² es agua.

## Demografía
Según el censo de 2010, había 3259 personas residiendo en el municipio de Lawrence. La densidad de población era de 35,14 hab./km². De los 3259 habitantes, el municipio de Lawrence estaba compuesto por el 85,03 % blancos, el 1,9 % eran afroamericanos, el 0,92 % eran amerindios, el 0,31 % eran asiáticos, el 9,3 % eran de otras razas y el 2,55 % eran de una mezcla de razas. Del total de la población el 17,86 % eran hispanos o latinos de cualquier raza.